# Malta Air
Malta Air es una aerolínea de bajo costo que opera desde Malta. Se trata de una empresa conjunta entre Ryanair y el Gobierno de Malta.

## Historia
El 9 de junio de 2019, Ryanair anunció junto con el Gobierno de Malta que crearían una aerolínea subsidiaria llamada Malta Air, que constaría de una flota inicial de 6 aviones y operaría los 61 vuelos existentes operados por Ryanair desde la isla. La flota se registraría en Malta y también se construiría un nuevo hangar de reparación y mantenimiento. Ryanair iba a transferir todas sus operaciones maltesas existentes a la nueva aerolínea y su flota aumentaría de 6 a 10 aviones Boeing 737-800 y todos con los colores de Malta Air a mediados de 2020.
El agregador de noticias Corporate Dispatch informó sobre el primer avistamiento de un avión de Ryanair que mostraba una pegatina que decía "operado por Malta Air" justo afuera de la puerta delantera del pasajero el 20 de junio de 2019 en el Aeropuerto de Stansted. A finales de septiembre de 2019, se estaban publicando más informes sobre la marca Malta Air en vuelos de Ryanair, incluidas tarjetas de seguridad en el respaldo de todos los asientos de los pasajeros, así como anuncios sobre los asistentes de vuelo y en la cabina, a pesar de que no había más aviso oficial de Esto se hizo circular entre el público en general.
Ante la crisis del COVID-19 en mayo de 2020, Malta Air anunció importantes despidos de sus pilotos y tripulantes de cabina, tras proponer primero un recorte salarial del 10%. Alrededor de 20 pilotos y 40 tripulantes de cabina de la dotación completa de 179 pilotos y tripulantes de cabina perdieron su empleo a partir del 30 de junio de 2020.
En julio de 2021, Malta Air recibió su primer Boeing 737 MAX. El avión, registrado como 9H-VUA, fue el primero en estar pintado con los colores de Malta Air. También fue el primer avión entregado directamente a Malta Air por el fabricante, ya que su anterior avión Boeing 737-800 había sido transferido de su matriz, Ryanair.

## Flota
A partir de marzo de 2023, Malta Air opera los siguientes aviones:
| Aeronavd           | En servicio | Órdenes | Pasajeros | Notas                                       |
| ------------------ | ----------- | ------- | --------- | ------------------------------------------- |
| Boeing 737-800     | 125         | —       | 189       | Transferido de la aerolínea matriz Ryanair. |
| Boeing 737 MAX 800 | 36          | —       | 197       |                                             |
| Total              | 161         | —       |           |                                             |